# Лестьенн, Констан
Констан Лестьенн (фр. Constant Lestienne; род. 23 мая 1992, Амьен) — французский профессиональный теннисист.

## Спортивная карьера
Лестьенн впервые в карьере вышел в основную сетку турнира ATP в одиночном разряде на Открытом чемпионате Эшторила 2015 года, выиграв два квалификационных матча в одиночном разряде. В первом раунде он уступил Пабло Карреньо Бусте.
В мае 2016 года Лестьенн выиграл свой первый турнир ATP Challenger Tour в Остраве. В сентябре 2016 года Лестьенн был дисквалифицирован на семь месяцев и оштрафован Международной федерацией тенниса на 10 000 долларов за ставки на теннисные матчи. Наказание было сокращено, после того как выяснилось, что француз на свои матчи ставок не делал, его штраф был бы уменьшен вдвое.
В 2017 году Констан дебютировал в основной сетке турниров Большого шлема на Открытом чемпионате Франции, получив wildcard в парном разряде с Корантеном Муте. В первом круге они победили Дастина Брауна и Лу Яньсюнь, но потерпели поражение от Жан-Жюльена Ройера и Хория Текэу во втором раунде.
В октябре 2021 года Констан выиграл свой третий «Челленджер» на турнире JC Ferrero Challenger Open в Аликанте.
1 августа 2022 года Лестьенн вошел в Топ-100. В августе 2022 года он выиграл свой третий «Челленджер» в Ванкувере.
В сентябре 2022 года Лестьенн вышел в свой первый четвертьфинал на турнире ATP-тура. На Открытом чемпионате Сан-Диего он победил Брэндона Холта и шестого сеяного Алехандро Табило. Вслед за этим Лестьенн вышел в свой первый полуфинал на Открытом чемпионате по теннису в Тель-Авиве, победив по ходу соревнования соотечественника, посеянного под седьмым номером, Адриана Маннарино, Эмиля Руусувуори и четвертого сеяного Максима Кресси.
В 30 лет Констан дебютировал на турнирах Большого шлема в одиночном разряде. На Открытом чемпионате Австралии 2023 года выиграл свой первый матч, победив Тьяго Монтейру.
В феврале 2023 года Лестьенн впервые вышел в финал турнира ATP в парном разряде на Открытом чемпионате Катара, сыграв в паре с Ботиком ван де Зандсхюльпом и уступив в финале Рохану Бопанне и Мэттью Эбдену.
В октябре 2023 года Лестьенн вышел в свой 14-й финал «Челленджера» в Аликанте и в финале победил соотечественника Юго Гренье, выиграв свой девятый «челленджер».
В мае 2024 года, на Открытом чемпионате Франции по теннису, Констан Лестьенн за счёт высокого рейтинга был зачислен в основную сетку турнира. В первом раунде уступил испанцу Роберту Карбальесу Баэне.

## Рейтинг на конец года
| Год  | Одиночный рейтинг | Парный рейтинг |
| 2023 | 87                | 284            |
| 2022 | 65                | 651            |
| 2021 | 228               | 0              |
| 2020 | 225               | 0              |
| 2019 | 204               | 0              |
| 2018 | 151               | 428            |
| 2017 | 316               | 373            |
| 2016 | 165               | 1004           |
| 2015 | 289               | 707            |
| 2014 | 456               | 664            |
| 2013 | 459               | 0              |
| 2012 | 1383              | 1415           |

## Выступления на турнирах

### Финалы турнировATPв парном разряде (1)

#### Поражение (1)
| Легенда                     |
| --------------------------- |
| Турниры Большого шлема (0)* |
| Итоговый турнир ATP (0)     |
| ATP Мастерс 1000 (0)        |
| АТР 500 (0)                 |
| АТР 250 (0)                 |

| Титулы по покрытиям | Титулы по месту проведения матчей турнира |
| ------------------- | ----------------------------------------- |
| Хард (0)            | Зал (0)                                   |
| Грунт (0)           | Зал (0)                                   |
| Трава (0)           | Открытый воздух (0)                       |
| Ковёр (0)           | Открытый воздух (0)                       |

* количество побед в одиночном разряде.
| №  | Дата         | Турнир      | Покрытие | Партнёр в финале       | Соперник в финале          | Счёт              |
| 1. | февраль 2023 | Доха, Катар | Хард     | Ботик Ван де Зандсхюлп | Рохан Бопанна Мэттью Эбден | 7-6(7) 4-6 [6-10] |